# Dictyna personata
Dictyna personata là một loài nhện trong họ Dictynidae.
Loài này thuộc chi Dictyna. Dictyna personata được Willis J. Gertsch & Mulaik miêu tả năm 1936.